# Giải SDFCS cho quay phim xuất sắc nhất
Giải SDFCS cho quay phim xuất sắc nhất là một trong các giải của SDFCS dành cho quay phim, được bầu chọn là xuất sắc nhất. Giải này được lập từ năm 2000.

## Các phim & người đoạt giải

### Thập niên 2000
| Năm  | Phim                          | Người quay phim    |
| ---- | ----------------------------- | ------------------ |
| 2000 | Gladiator                     | John Mathieson     |
| 2001 | The Man Who Wasn't There      | Roger Deakins      |
| 2002 | Road to Perdition             | Conrad L. Hall     |
| 2003 | The Girl with a Pearl Earring | Eduardo Serra      |
| 2004 | Hero (Ying xiong)             | Christopher Doyle  |
| 2004 | The Phantom of the Opera      | John Mathieson     |
| 2005 | The New World                 | Emmanuel Lubezki   |
| 2006 | The Illusionist               | Dick Pope          |
| 2007 | No Country for Old Men        | Roger Deakins      |
| 2008 | Slumdog Millionaire           | Anthony Dod Mantle |

Bản mẫu:SDFCS Awards Chron